# Son Won-il

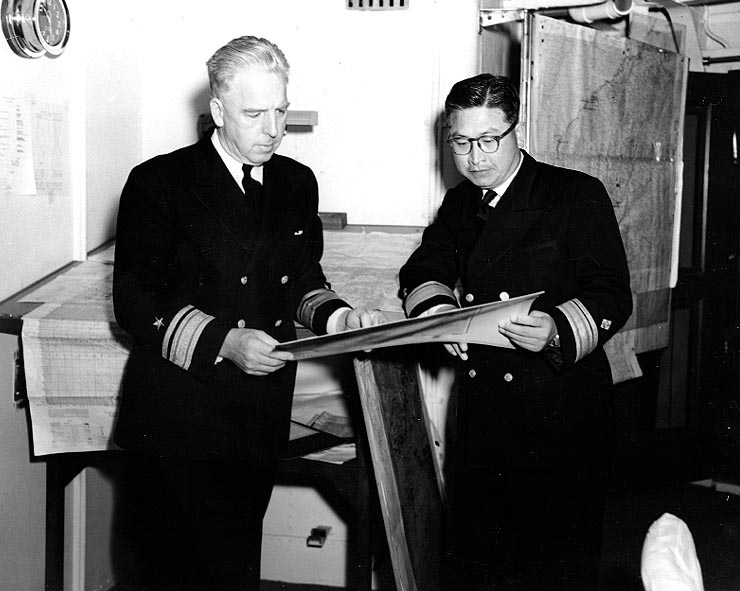
ROKN CNO Contralmirante Son Won-il discutiendo las operaciones militares de la guerra de Corea con el contralmirante A.E. Smith, USN

Son Wol-il (Namp'o, 5 de mayo de 1909-15 de febrero de 1980) fue un vicealmirante naval surcoreano, más conocido por ser el primer Jefe de Operaciones Navales (CNO) de la Armada de la República de Corea.

## Carrera
Como uno de los miembros fundadores de la Armada de la República de Corea, Son es generalmente considerado como el fundador de la armada surcoreana. Después de su retiro de la marina, fue nombrado como el quinto Ministro de Defensa Nacional, y el primer embajador de su país en Alemania Occidental.

## Legado
En honor a Son, el ROKS Son Wonil (SS 072), primero de los submarinos tipo 214 con su nombre, fueron encargado en 2007, nombrado en su honor.